# Loricariichthys acutus
Loricariichthys acutus är en fiskart som först beskrevs av Valenciennes, 1840.  Loricariichthys acutus ingår i släktet Loricariichthys och familjen Loricariidae. Inga underarter finns listade i Catalogue of Life.